# تل ردغه
تل ردغه يقع في فلسطين في سهل مرج ابن عامر على بعد حوالي 12 كيلو متر إلى الجنوب من بيسان. تبلغ مساحته حولي 0.8 هكتار، وقد كان مأهولاً بالسكان ومحصناً خلال المرحلة الانتقالية ما بين المرحلة الأولى والمرحلة الثانية من العصر البرونزي القديم.